# Oscar Lindberg
Oscar Lindberg (* 29. Oktober 1991 in Skellefteå) ist ein schwedischer Eishockeyspieler, der seit Juli 2023 bei Skellefteå AIK aus der Svenska Hockeyligan unter Vertrag steht und dort auf der Position des Centers spielt. Zuvor verbrachte Lindberg unter anderem vier Jahre in der Organisation der New York Rangers sowie knapp zwei bei den Vegas Golden Knights und den Ottawa Senators. Mit der schwedischen Nationalmannschaft gewann er jeweils die Goldmedaille bei den Weltmeisterschaften 2013 und 2017.

## Karriere
Oscar Lindberg begann seine Karriere als Eishockeyspieler in seiner Heimatstadt in der Nachwuchsabteilung des Skellefteå AIK, für dessen Profimannschaft er in der Saison 2009/10 sein Debüt in der Elitserien gab. Dabei erzielte der Center in insgesamt 46 Spielen drei Tore und gab eine Vorlage. Anschließend wurde der schwedische Junioren-Nationalspieler im Juni 2010 zunächst im KHL Junior Draft in der siebten Runde als insgesamt 178. Spieler vom HK Spartak Moskau sowie kurz darauf im NHL Entry Draft in der zweiten Runde als insgesamt 57. Spieler von den Phoenix Coyotes ausgewählt. Am 8. Mai 2011 gaben die Coyotes die Transferrechte an Lindberg im Austausch gegen Ethan Werek an die New York Rangers ab.
Zur Saison 2013/14 wechselte Lindberg nach Nordamerika und kam dort zwei Jahre nahezu ausschließlich beim Hartford Wolf Pack, dem Farmteam der Rangers, in der American Hockey League (AHL) zum Einsatz. Mit Beginn der Spielzeit 2015/16 etablierte sich der Angreifer allerdings im NHL-Aufgebot New Yorks. Im Juni 2017 wurde er im NHL Expansion Draft 2017 von den Vegas Golden Knights ausgewählt, die ihn wenige Tage später mit einem neuen Zweijahresvertrag ausstatteten. Mit dem Team erreichte er in den Playoffs 2018 überraschend das Finale um den Stanley Cup, unterlag dort allerdings den Washington Capitals. Nach etwas mehr als eineinhalb Jahren in Diensten des jungen Franchises wurde Lindberg gemeinsam mit seinem Landsmann, dem Nachwuchstalent Erik Brännström, und einem Zweitrunden-Wahlrecht im NHL Entry Draft 2020  zu den Ottawa Senators transferiert. Die Golden Knights sicherten sich hingegen die Dienste von Mark Stone und seinem Namensvetter Tobias Lindberg.
Nach sechs Jahren in Nordamerika kehrte Lindberg im August 2019 nach Europa zurück, indem er sich dem EV Zug aus der Schweizer National League anschloss. In 46 Spielen für den EVZ sammelte Lindberg 30 Scorerpunkte, davon 14 Tore. Nach einem Jahr in der Schweiz wechselte er zum HK Dynamo Moskau in die Kontinentale Hockey-Liga (KHL). Zur Saison 2022/23 unterzeichnete er einen Zweijahresvertrag beim SC Bern. Diesen erfüllte er jedoch nicht; der Schwede bat bereits im Juli 2023 um vorzeitige Vertragsauflösung und kehrte anschließend in seine Heimat zu Skellefteå AIK zurück.

### International
Für Schweden nahm Lindberg im Juniorenbereich an der U18-Weltmeisterschaft 2009 sowie an der U20-Weltmeisterschaft 2011 teil.
Bei der Weltmeisterschaft 2013 in Stockholm und Helsinki war er Teil der Herren-Nationalmannschaft und gewann mit dieser die Goldmedaille; ebenso wie bei der Weltmeisterschaft 2017.

## Erfolge und Auszeichnungen
- 2011 Schwedischer Vizemeister mit Skellefteå AIK
- 2012 Schwedischer Vizemeister mit Skellefteå AIK
- 2013 Schwedischer Meister mit Skellefteå AIK
- 2013 Stefan Liv Memorial Trophy
- 2013 Topscorer der Elitserien-Playoffs
- 2013 Schwedisches All-Star-Team
- 2024 Schwedischer Meister mit Skelleft4eå AIK
- 2024 Peter Forsberg Trophy
- 2024 Topscorer der SHL-Hauptrunde
- 2024 Bester Vorlagengeber der SHL-Hauptrunde
- 2024 Bester Vorlagengeber der SHL-Playoffs
- 2024 Schwedisches All-Star-Team

### International
- 2013 Goldmedaille bei der Weltmeisterschaft
- 2017 Goldmedaille bei der Weltmeisterschaft

## Karrierestatistik
Stand: Ende der Saison 2024/25

### International
Vertrat Schweden bei:
| - U18-Weltmeisterschaft 2009 - U20-Weltmeisterschaft 2011 - Weltmeisterschaft 2013 | - Weltmeisterschaft 2017 - Weltmeisterschaft 2021 - Weltmeisterschaft 2023 |

(Legende zur Spielerstatistik: Sp oder GP = absolvierte Spiele; T oder G = erzielte Tore; V oder A = erzielte Assists; Pkt oder Pts = erzielte Scorerpunkte; SM oder PIM = erhaltene Strafminuten; +/− = Plus/Minus-Bilanz; PP = erzielte Überzahltore; SH = erzielte Unterzahltore; GW = erzielte Siegtore; 1 Play-downs/Relegation; Kursiv: Statistik nicht vollständig)